# Mohammad Hidayatullah
Mohammad Hidayatullah OBE  (17 décembre 1905 – 18 septembre 1992) est un éminent juriste, chercheur, pédagogue, auteur et linguiste indien,. Il a été le 11e Garde des sceaux de l'Inde entre le 25 février 1968 et le 16 décembre 1970 et le 6e Vice-Président de l'Inde, entre le 31 août 1979 et le 30 août 1984. Il a également assumé l'Intérim du poste de Président de l'Inde entre le 20 juillet 1969 et le 24 août 1969, puis entre le 6 octobre 1982 et le 31 octobre 1982.

## Biographie
Hidayatullah est né en 1905 dans la famille bourgeoise bien connue de Khan Bahadur Hafiz Mohammed Wilayatullah.
Son grand-père Munshi Kudartullah était avocat à Varanasi,. Son père était un poète réputé de toute l'Inde, ses poèmes étaient écrit en ourdou, et c'est grâce à lui que Mohammad a eu son amour pour la littérature et les langues.
Après avoir terminé son éducation à la Haute École du Gouvernement de Raipur, en 1922, Hidayatullah a étudié au Collège de Nagpur, où il a été nommé Chercheur Phillip en 1926. Quand il est diplômé en 1926, il a reçu la médaille d'or Malak. Suivant la tendance des indiens qui consiste à étudier la loi Britannique à l'étranger, Hidayatullah a étudier au Trinity College à l'Université de Cambridge entre 1927 et 1930, et y a obtenu les diplômes BA et MA. Il a alors obtenu sa 2e médaille du mérite et a reçu une médaille d'or pour sa performance.
Il a été appelé à la Barre du lincoln's Inn, alors qu'il était âgé de 25 ans. Il a été récompensé du LL.D. (Honoris Causa) de l'Université des Philippines et du D. Litt. (Honoris Causa) de l'Université de Bhopal (aujourd'hui Université Barkatullah) et de l'Université de Kakatiya.

## Carrière

### Érudit et linguiste
Hidayatullah était bilingue en hindi, anglais, ourdou, persan et français. Il avait des connaissances dans plusieurs autres langues indiennes, telles que le Sanskrit et le Bengali.

## Institutions
Hidayatullah a été le président de l'Indian Law Institute, de la branche indienne de l'Association de Droit International, et de la Société Indienne de Droit International de 1968 à 1970. Il a également présidé la Croix-Rouge indienne en 1982.

## Héritage
En son honneur, l'Université Nationale de droit Hidayatullah a été créée en 2003, dans sa ville natale à Raipur, dans l'état de Chhattisgarh.

## Vie personnelle
En 1948, Hidayatullah s'est marié avec Pushpa Shah, de religion hindou, alors qu'il était musulman. Leur fils Arshad Hidayatullah est un conseiller principal à la Cour Suprême de l'Inde.

## Prix et distinctions
- Officier de l'Ordre de l'Empire Britannique (OBE), Honneurs 1946 de l'Anniversaire du Roi [7]
- Chevalier de Mark Twain, 1971;
- Clefs de la ville de Manille, 1971;
- Prix Shiromani, 1986 ;
- Prix des Architectes de l'Inde, 1987 ;
- Dashrathmal Singhvi Prix Commémoratif de la Banaras Hindu University ;
- Membre de l'Académie du royaume du Maroc[8].

## Livres
- La démocratie dans l'Inde et le Processus Judiciaire, Publié par Asia Publishing House (1967)[9].
- Le Cas du Sud-Ouest de l'Afrique, publié par l'Asia Publishing House (1966).
- Méthodes Judiciaire, publiées par Institute of Constitutional and Parliamentary Studies by National Publishing House (1970).
- Histoires de Juge, publié par N. M. Tripathi (1972).
- États-unis et Inde, publié par All India Reporter (1977).
- Histoires de Juge (Deuxième partie), publié par N. M. Tripathi(1972).
- Les Cinquième et Sixième Annexes de la Constitution de l'Inde, publié par Ashok Pub.
- My own Boswell  (Autobiographie), publié par  Arnold-Heinemann (1980).
- L'éditeur, Mulla du Droit Musulman
- Le droit constitutionnel en Inde, publié par le Bar Council of India Trust (1984).
- Droit de propriété et la Constitution Indienne, publié par l'Université de Calcutta (1984).
- La Justice Hidayatullah sur la législation commerciale, publié par Deep & Deep (1982).